# لیک آروهد (ویسکانسین)
لیک آروهد (به انگلیسی: Lake Arrowhead) یک منطقهٔ مسکونی در ایالات متحده آمریکا است که در شهرستان ادامز، ویسکانسین واقع شده‌است. لیک آروهد ۸۳۸ نفر جمعیت دارد و ۳۰۱٫۱۵ متر بالاتر از سطح دریا واقع شده‌است.